# Hoplia biplagiata
Hoplia biplagiata är en skalbaggsart som beskrevs av Moser 1917. Hoplia biplagiata ingår i släktet Hoplia och familjen Melolonthidae. Inga underarter finns listade i Catalogue of Life.